# Roadracing-VM 1982
Roadracing-VM kördes över 12 omgångar. 350-kubiksklassen kördes för sista året.
| Klass       | Mästare individuellt                           | Mästare konstruktörer |
| ----------- | ---------------------------------------------- | --------------------- |
| 500GP       | Franco Uncini (Suzuki)                         | Suzuki                |
| 350GP       | Anton Mang (Kawasaki)                          | Kawasaki              |
| 250GP       | Jean-Louis Tournadre (Yamaha)                  | Yamaha                |
| 125GP       | Ángel Nieto (Garelli)                          | Garelli               |
| 50GP        | Stefan Dörflinger (Kreidler)                   | -                     |
| Sidvagn     | Werner Schwärzel/Andreas Huber (Seymaz-Yamaha) | LCR-Yamaha            |
| Formula TT1 | Joey Dunlop (Honda)                            | -                     |
| Formula TT2 | Tony Rutter (Ducati)                           | -                     |
| Endurance   | Jean-Claude Chemarin, Jaques Cornu (Kawasaki)  | -                     |

## 500GP
Franco Uncini på Suzuki tog sin enda titel i 500GP efter att ha vunnit fem race.

### Delsegrare
| Bana         | Vinnare           | Märke  |
| ------------ | ----------------- | ------ |
| Buenos Aires | Kenny Roberts     | Yamaha |
| Salzburgring | Franco Uncini     | Suzuki |
| Nogaro       | Michel Frutschi   | Yamaha |
| Jarama       | Kenny Roberts     | Yamaha |
| Monza        | Franco Uncini     | Suzuki |
| Assen        | Franco Uncini     | Suzuki |
| Spa          | Freddie Spencer   | Honda  |
| Rijeka       | Franco Uncini     | Suzuki |
| Silverstone  | Franco Uncini     | Suzuki |
| Anderstorp   | Takazumi Katayama | Honda  |
| Mugello      | Freddie Spencer   | Honda  |
| Hockenheim   | Randy Mamola      | Suzuki |

### Slutställning
| Plats | Förare            | Märke    | Poäng |
| ----- | ----------------- | -------- | ----- |
| 1     | Franco Uncini     | Suzuki   | 103   |
| 2     | Graeme Crosby     | Yamaha   | 76    |
| 3     | Freddie Spencer   | Honda    | 72    |
| 4     | Kenny Roberts     | Yamaha   | 68    |
| 5     | Barry Sheene      | Yamaha   | 68    |
| 6     | Randy Mamola      | Suzuki   | 65    |
| 7     | Takazumi Katayama | Honda    | 48    |
| 8     | Marco Lucchinelli | Honda    | 43    |
| 9     | Kork Ballington   | Kawasaki | 31    |
| 10    | Marc Fontan       | Yamaha   | 29    |

## 350GP
Anton Mang vann den sista 350-titeln. Klassen som körts sedan första VM 1949 ströks från tävlingskalendern till nästa år.

### Delsegrare
| Bana         | Vinnare             | Märke      |
| ------------ | ------------------- | ---------- |
| Buenos Aires | Carlos Lavado       | Yamaha     |
| Salzburgring | Eric Saul           | Chevallier |
| Nogaro       | Jean-François Baldé | Kawasaki   |
| Monza        | Didier de Radiguès  | Chevallier |
| Assen        | Jean-François Baldé | Kawasaki   |
| Silverstone  | Jean-François Baldé | Kawasaki   |
| Imatra       | Anton Mang          | Kawasaki   |
| Brno         | Didier de Radiguès  | Chevallier |
| Hockenheim   | Manfred Herweh      | Rotax      |

### Slutställning
| Plats | Förare              | Märke      | Poäng |
| ----- | ------------------- | ---------- | ----- |
| 1     | Anton Mang          | Kawasaki   | 81    |
| 2     | Didier de Radiguès  | Chevallier | 64    |
| 3     | Jean-François Baldé | Kawasaki   | 59    |
| 4     | Eric Saul           | Chevallier | 52    |
| 5     | Carlos Lavado       | Yamaha     | 36    |
| 6     | Alan North          | Yamaha     | 31    |

## 250GP
Mästare blev Jean-Louis Tournadre efter en tuff kamp med Anton Mang. Tournadre hade till slut en poäng mer än Mang och tog sin enda VM-titel.

### Delsegrare
| Bana        | Vinnare              | Märke      |
| ----------- | -------------------- | ---------- |
| Nogaro      | Jean-Louis Tournadre | Yamaha     |
| Jarama      | Carlos Lavado        | Yamaha     |
| Monza       | Anton Mang           | Kawasaki   |
| Assen       | Anton Mang           | Kawasaki   |
| Spa         | Anton Mang           | Kawasaki   |
| Opatija     | Didier de Radiguès   | Yamaha     |
| Silverstone | Martin Wimmer        | Yamaha     |
| Anderstorp  | Ronald Freymond      | Morbidelli |
| Imatra      | Christian Sarron     | Yamaha     |
| Brno        | Carlos Lavado        | Yamaha     |
| Mugello     | Anton Mang           | Kawasaki   |
| Hockenheim  | Anton Mang           | Kawasaki   |

### Slutställning
| Plats | Förare               | Märke      | Poäng |
| ----- | -------------------- | ---------- | ----- |
| 1     | Jean-Louis Tournadre | Yamaha     | 117   |
| 2     | Anton Mang           | Kawasaki   | 116   |
| 3     | Ronald Freymond      | Morbidelli | 72    |
| 4     | Martin Wimmer        | Yamaha     | 48    |
| 5     | Carlos Lavado        | Yamaha     | 38    |
| 6     | Didier de Radiguès   | Yamaha     | 37    |

## 125GP
125GP vanns detta år av Ángel Nieto.

### Delsegrare
| Bana         | Vinnare            | Märke       |
| ------------ | ------------------ | ----------- |
| Buenos Aires | Ángel Nieto        | Garelli     |
| Salzburgring | Ángel Nieto        | Garelli     |
| Nogaro       | Jean-Claude Selini | Morbidelli  |
| Jarama       | Ángel Nieto        | Garelli     |
| Monza        | Ángel Nieto        | Garelli     |
| Assen        | Ángel Nieto        | Garelli     |
| Spa          | Ricardo Tormo      | Sanvenerero |
| Opatija      | Eugenio Lazzarini  | Garelli     |
| Silverstone  | Ángel Nieto        | Garelli     |
| Anderstorp   | Ivan Palazzese     | Morbidelli  |
| Imatra       | Ivan Palazzese     | Morbidelli  |
| Brno         | Eugenio Lazzarini  | Garelli     |

### Slutställning
| Plats | Förare             | Märke       | Poäng |
| ----- | ------------------ | ----------- | ----- |
| 1     | Ángel Nieto        | Garelli     | 111   |
| 2     | Eugenio Lazzarini  | Garelli     | 95    |
| 3     | Ivan Palazzese     | Morbidelli  | 85    |
| 4     | Pier Paolo Bianchi | Sanvenero   | 59    |
| 5     | Ricardo Tormo      | Sanvenerero | 58    |
| 6     | August Auinger     | Morbidelli  | 55    |

## 50GP
Stefan Dörflinger blev mästare.

### Delsegrare
| Bana       | Vinnare           | Märke      |
| ---------- | ----------------- | ---------- |
| Jarama     | Stefan Dörflinger | Kreidler   |
| Monza      | Stefan Dörflinger | Kreidler   |
| Assen      | Stefan Dörflinger | Kreidler   |
| Opatija    | Eugenio Lazzarini | Morbidelli |
| Mugello    | Eugenio Lazzarini | Morbidelli |
| Hockenheim | Eugenio Lazzarini | Morbidelli |

### Slutställning
| Plats | Förare             | Märke      | Poäng |
| ----- | ------------------ | ---------- | ----- |
| 1     | Stefan Dörflinger  | Kreidler   | 83    |
| 2     | Eugenio Lazzarini  | Morbidelli | 69    |
| 3     | Claudio Lusuardi   | Villa      | 43    |
| 4     | Ricardo Tormo      | Bultaco    | 40    |
| 5     | Giuseppe Ascareggi | Minarelli  | 38    |
| 6     | Hans Hummel        | Sachs      | 19    |